# Elecciones municipales de 2019 en Gijón
Las elecciones municipales de Gijón se celebraron el día 26 de mayo de 2019, coincidiendo con las demás elecciones municipales de toda España. Se eligieron a los 27 concejales que conformaron el pleno del Ayuntamiento de Gijón durante la Corporación 2019-2023. La participación en las elecciones fue del 60,56 %. La candidatura más votada fue la de la Federación Socialista Asturiana, eligiéndose a Ana González como alcaldesa de Gijón.

## Resultados
La candidatura socialista fue la ganadora de las elecciones obteniendo 11 concejales. Ciudadanos fue la segunda fuerza más votada en el municipio con 4 concejales y por delante de Foro Asturias que pasó de ser la primera fuerza en 2015 a la tercera posición y 3 concejales al igual que el PP Gijón y Podemos Equo Xixón (la coalición de Podemos-Equo).
|  | 34,21 % |

|  | 13,39 % |

|  | 12,37 % |

|  | 11,87 % |

|  | 11,22 % |

|  | 7,01 % |

|  | 6,2 % |

|  | 2,38 % |

|  | 0,22 % |

|  | 0,21 % |

|  | 99,36 % |

|  | 0,64 % |

|  | 0,90 % |

|  | 60,56 % |

|  | 39,44 % |

La izquierda obtuvo mayoría y Ana González fue nombrada alcaldesa con los apoyos de Podemos Equo Xixón (Podemos-Equo) y Xixón por la Izquierda (IU-IAS).

## Concejales electos
Tras la renuncia de Álvaro Muñiz (Ciudadanos), los concejales que tomaron posesión del cargo el 15 de junio de 2019 fueron:
| Nombre                                      | Lista | Lista                           |
| ------------------------------------------- | ----- | ------------------------------- |
| Ana González Rodríguez                      |       | FSA-PSOE                        |
| Alberto Ferrao Herrero                      |       | FSA-PSOE                        |
| Natalia González Peláez                     |       | FSA-PSOE                        |
| Jorge Olmo Ron Prada                        |       | FSA-PSOE                        |
| Marina Pineda González                      |       | FSA-PSOE                        |
| José Ramón Tuero del Prado                  |       | FSA-PSOE                        |
| Salomé Díaz Toral                           |       | FSA-PSOE                        |
| José Luis Fernández Fernández               |       | FSA-PSOE                        |
| Carmen Saras Blanco                         |       | FSA-PSOE                        |
| Santos Tejón Llaneza                        |       | FSA-PSOE                        |
| Dolores Patón Sabucedo                      |       | FSA-PSOE                        |
| José Carlos Fernández Sarasola              |       | Ciudadanos                      |
| Rubén Pérez Carcedo                         |       | Ciudadanos                      |
| Ana Isabel Menéndez Rodríguez               |       | Ciudadanos                      |
| María Asunción Simal Ordás                  |       | Ciudadanos                      |
| Álvaro Muñiz Suárez                         |       | Foro Asturias                   |
| Jesús Martínez Salvador                     |       | Foro Asturias                   |
| Ana María Braña Rodríguez                   |       | Foro Asturias                   |
| Yolanda González Huergo                     |       | Podemos Equo Xixón              |
| Laura Tuero Sánchez                         |       | Podemos Equo Xixón              |
| Alba González Sanz                          |       | Podemos Equo Xixón              |
| Alberto Manuel López-Asenjo García          |       | PP                              |
| Ángela Pumariega Menéndez                   |       | PP                              |
| María de los Ángeles Fernández-Ahuja García |       | PP                              |
| Eladio de la Concha García-Mauriño          |       | Vox                             |
| Laura Hurlé Díaz                            |       | Vox                             |
| Manuel Aurelio Martín González              |       | Xixón por la Izquierda (IU-IAS) |